# لا اسپتزیا
شهر لا اسپتزیا (به ایتالیایی: La Spezia) با جمعیت ۹۴٬۶۳۴ نفر در ناحیه لیگوریا در کشور ایتالیا واقع شده‌است.